# Mantella viridis
Mantella viridis é uma espécie de anfíbio da família Mantellidae.
É endémica de Madagáscar.
Os seus habitats naturais são: florestas secas tropicais ou subtropicais , rios, rios intermitentes e florestas secundárias altamente degradadas.
Está ameaçada por perda de habitat.